# Доње Уторе
Доње Уторе су насељено мјесто у Далмацији. Припадају општини Унешић у Шибенско-книнској жупанији, Република Хрватска.

## Географија
Доње Уторе се налазе око 6,5 км југоисточно од Унешића.

## Историја
До територијалне реорганизације у Хрватској насеље се налазило у саставу бивше велике општине Дрниш.

## Становништво
Према попису становништва из 2011. године, насеље Доње Уторе је имало 16 становника.
| Демографија | Демографија | Демографија |
| Година      | Становника  | Становника  |
| ----------- | ----------- | ----------- |
| 1961.       | 238         |             |
| 1971.       | 197         |             |
| 1981.       | 121         |             |
| 1991.       | 55          |             |
| 2001.       | 37          |             |
| 2011.       |             | 16          |